# Simmias de Thèbes
Pour les articles homonymes, voir Simmias.
Simmias de Thèbes est un philosophe thébain du Ve siècle av. J.-C. Il semble avoir été, avec son compatriote Cébès, disciple du pythagoricien Philolaos de Crotone, avant de devenir celui de Socrate : il participe à la tentative d’évasion que Socrate refusera. Selon Diogène Laërce, il aurait écrit, comme Platon, des dialogues socratiques.

## Sources
- Platon, Criton
- Xénophon, Mémorables
- Diogène Laërce, Vies, doctrines et sentences des philosophes illustres [détail des éditions] (lire en ligne)
- Platon, Phèdre [détail des éditions] [lire en ligne] (242b)
- Platon, Phédon